# Ashley Hinson
Ashley Elizabeth Hinson, född 27 juni 1983 i Des Moines i Iowa, är en amerikansk journalist och politiker (republikan). Hon är ledamot av USA:s representanthus sedan 2021.
Hon gick i skola i Valley High School i West Des Moines i Iowa och utexaminerades 2004 från University of Southern California. Efter studierna arbetade hon som journalist för kanalen KCRG-TV.